# Fresching
Fresching è stata una casa editrice italiana con sede a Parma.

## Storia
La casa editrice fu fondata a Parma da Mario Fresching. Quest'ultimo fu il più importante tipografo parmense del suo tempo. Politicamente, Fresching fu inizialmente socialista, poi interventista tra il 1914 e 1915, e infine uno dei fondatori del fascio di Parma nel 1919. Nel 1941 Fresching pubblicò un'antologia di giovani autori, tra cui vi erano alcuni scrittori locali che avrebbero lasciato un segno nella cultura della città di Parma.
Pubblicò autori come Renzo Pezzani, Francesco Salata, Pietro Giordani, Ferdinando Bernini, Giuseppe Balestrazzi, Giovanni Copertini, Luigi Sorrento, Franco Fochi, Gaetano Cesari, Arnaldo Barilli, Pietro Bianchi, Roberto Andreotti, Gaetano Cesari e Lodovico Gambara.
Il suo fondatore morì poco dopo la chiusura della tipografia.